# 基納米奇山
16°53′30″S 70°24′52″W / 16.89167°S 70.41444°W
基納米奇山（Qina Mich'i），是秘魯的山峰，位於該國南部塔克納大區，由坎達拉韋省的坎達拉韋區負責管轄，屬於安地斯山脈的一部分，海拔高度5,030米。